# 中國—利比亞關係
中國—利比亞關係（阿拉伯语：‎）是指中國和利比亞之間的外交關係，兩國自1978年8月9日起建交。
2014年利比亚再次爆发内战后，中华人民共和国驻利比亚大使馆以利比亚安全形势恶化为由撤离，在突尼斯设留守组。

## 历史
利比亚于1959年承认中华民国为代表中国的唯一合法政府，并不承认中华人民共和国。
卡扎菲上台后，于1970年派他的副手总理贾卢德突访中华人民共和国，并且欲以利比亚与中华民国断交换取中华人民共和国提供核武器，遭到中华人民共和国领导人反对，当时的中共中央主席毛泽东甚至斥责卡扎菲“这么讨厌的卡扎菲，太狂妄了”，并拒绝会见贾卢德。尽管如此，卡扎菲仍多次声称自己崇拜毛泽东，并说过自己是毛泽东的“好学生”。但也有观点认为毛泽东斥责卡扎菲及卡扎菲称自己是毛泽东的“好学生”并无实据，只是传言。
1971年，联合国大会第2758号决议中利比亚投赞成票支持中华人民共和国重返联合国。
1978年8月9日，中华人民共和国与利比亚建交。
1982年9月，卡扎菲访问中华人民共和国，同中国共产党领导人邓小平见面并且会谈，事后邓小平评价他说：“这个卡扎菲跟侯赛因国王（約旦國王）截然不同，趾高气扬。”邓小平較喜歡侯赛因，討厭卡扎菲。
2002年4月13日，时任中共中央总书记、中华人民共和国主席江泽民访问利比亚时称赞卡扎菲是“亲密的朋友”。
2006年1月18日，卡扎菲的次子賽義夫訪問台灣。5月10日，陳水扁訪問利比亞時與卡扎菲會面，並受到了後者的款待。此事引起中华人民共和国政府的强烈不满。
2011年6月9日，中华人民共和国外交部发言人承认利比亚反对派代表已到达北京与中国政府会谈。9月12日，中国外交部向利比亚全国过渡委员会通报了对其承认的决定。
2024年9月4日，两国建立战略伙伴关系。

## 經濟關係
2012年首8個月，利比亞是中國在非洲第五大貿易伙伴。
2022年，中利雙邊貿易額為52.1億美元，同比增長1.3%，其中中國出口額為23.4億美元，同比增長15.7%，中國進口額為28.7億美元，同比下降8%。

## 中國對利比亞的援助
根據多個媒體報導，2000到2012年間有3個中國發展援助的項目在利比亞進行中。

## 外部連結
- 中华人民共和国驻利比亚国大使馆官方网站（简体中文）（阿拉伯文）
  - 中华人民共和国驻利比亚国大使馆经济商务处官方网站（简体中文）